# トゥルー・ラブストーリー ボーカルコレクション
『トゥルー・ラブストーリー ボーカルコレクション』は、1997年から1998年にかけてワンダーエンターテイメント（現・テイチクエンタテインメント）より発売された一連のアルバムシリーズである。

## 概要
PlayStation用恋愛ゲーム『トゥルー・ラブストーリー』のキャラクターソングを収録したアルバムシリーズ。Vol.1からVol.3までの全3タイトルが発売された。
各アルバムは、楽曲部分と各キャラクターによるモノローグ（語り）の部分から成り、各楽曲の前にモノローグが挿入されるという構成となっている。
本シリーズに収録されたキャラクターソングはすべてCD-BOX『True Love Story Special Song Box』に収録されている。

## トゥルー・ラブストーリー ボーカルコレクションVol.1
1997年11月21日発売。品番：WDCD-28017。

### 概要
- 先行して展開されたドラマCDシリーズにショートバージョンで収録された楽曲がフルバージョンで収録されている。また「赤い傘」と「恋のシミュレーション」の2曲は本作がCD初収録となった楽曲である。
- モノローグは桂木綾音（菊池志穂）と天野みどり（池澤春菜）が担当。
- 「恋のシミュレーション」のトラックには、楽曲終了後に十数秒間の無音が続いた後、菊池志穂と池澤春菜によるスペシャルトークが隠しトラックで収録されている。

### 収録曲
1. 桂木綾音 Monologue 1 [0:25]
2. 明日 勇気を出して [4:41]
作詞：田口俊 / 作曲：山口由子 / 編曲：棚橋UNA信仁 / 歌：桂木綾音（菊池志穂）
文化放送『RADIOトゥルー・ラブストーリー』オープニングテーマ
テレビ東京『渋谷でチュッ!』エンディングテーマ
ドラマCD『トゥルー・ラブストーリー ドラマCD Vol.1 ～そよ風のオルゴール～』にも収録（ショートバージョン）
3. 天野みどり Monologue 1 [0:36]
4. 兄妹？親友？恋人？ [4:34]
作詞：田口俊 / 作曲：山口由子 / 編曲：上杉洋史 / 歌：広瀬のぞみ（藤野かほる）
ドラマCD『トゥルー・ラブストーリー ドラマCD Vol.4 ～時のダイアリー～』にも収録（ショートバージョン）
5. 桂木綾音 Monologue 2 [0:22]
6. 春の日だまり [3:56]
作詞：田口俊 / 作曲：山口由子 / 編曲：上杉洋史 / 歌：春日千晴（横山智佐）
ドラマCD『トゥルー・ラブストーリー ドラマCD Vol.2 ～梅雨空のメッセージ～』にも収録（ショートバージョン）
7. 天野みどり Monologue 2 [0:30]
8. ダッシュ [4:08]
作詞：田口俊 / 作曲：坂下正俊 / 編曲：上杉洋史 / 歌：後藤育美（豊嶋真千子）
ドラマCD『トゥルー・ラブストーリー ドラマCD Vol.4 ～時のダイアリー～』にも収録（ショートバージョン）
9. 桂木綾音 Monologue 3 [0:24]
10. 赤い傘 [4:07]
作詞：田口俊 / 作曲：山口由子 / 編曲：上杉洋史 / 歌：南弥生（丹下桜）
ドラマCD『トゥルー・ラブストーリー みさきの部屋へおいでよ Vol.3』にも収録（カラオケバージョン）
11. 桂木綾音&天野みどり Monologue 1 [0:40]
12. 誰かに恋してる [4:38]
作詞：田口俊 / 作曲：森下勉 / 編曲：上杉洋史 / 歌：みさき（西村ちなみ）
ドラマCD『トゥルー・ラブストーリー ドラマCD Vol.3 〜夏空のハーモニー〜』にも収録（ショートバージョン）
ドラマCD『トゥルー・ラブストーリー みさきの部屋へおいでよ Vol.2』にも収録（カラオケバージョン）
13. 天野みどり Monologue 3 [0:39]
14. 硬貨(コイン)の願い事 [4:10]
作詞：田口俊 / 作曲：山口由子 / 編曲：上杉洋史 / 歌：草薙忍（緒方恵美）
ドラマCD『トゥルー・ラブストーリー ドラマCD Vol.3 〜夏空のハーモニー〜』にも収録（ショートバージョン）
15. 桂木綾音 Monologue 4 [0:36]
16. グラン・ブルー [4:24]
作詞：田口俊 / 作曲：山口由子 / 編曲：上杉洋史 / 歌：水谷由梨香（吉田愛理）
ドラマCD『トゥルー・ラブストーリー ドラマCD Vol.2 〜梅雨空のメッセージ〜』にも収録（ショートバージョン）
17. 天野みどり Monologue 4 [0:28]
18. ル・ル・ルン・GIRL [4:33]
作詞・作曲：山口由子 / 編曲：棚橋UNA信仁 / 歌：天野みどり（池澤春菜）
文化放送『RADIOトゥルー・ラブストーリー』エンディングテーマ
ドラマCD『トゥルー・ラブストーリー ドラマCD Vol.1 ～そよ風のオルゴール～』にも収録（ショートバージョン）
19. 桂木綾音&天野みどり Monologue 2 [0:40]
20. 恋のシミュレーション [10:00]
作詞：田口俊 / 作曲：森下勉 /  編曲：上杉洋史 / 歌：桂木綾音（菊池志穂）&天野みどり（池澤春菜）
文化放送『RADIOトゥルー・ラブストーリー』エンディングテーマ
ドラマCD『トゥルー・ラブストーリー みさきの部屋へおいでよ Vol.1』にも収録（カラオケバージョン）

## トゥルー・ラブストーリー ボーカルコレクションVol.2 バラード&デュエット
1998年5月21日発売。品番：WDCD-25117。

### 概要
- アルバム名の通り、本作は全曲がバラードまたはデュエットで構成されている。
- 先行して展開されたドラマCDシリーズ『トゥルー・ラブストーリー 〜Remember My Heart〜 ショートエピソード』からの3曲を含めた全8曲を収録。
- 前作（Vol.1）とは異なり、本作は各キャラクターソングを歌うキャラクター自身がモノローグを担当している。
- 本作は『トゥルー・ラブストーリー』の完全版である『トゥルー・ラブストーリー 〜Remember My Heart〜（TLSR）』の発売後に制作されたため、ジャケットのロゴも『TLSR』仕様のものになっている。

### 収録曲
1. 桂木綾音 monologue [0:47]
2. 春のアクアリウム [5:10]
作詞：田口俊 / 作曲：船越由佳 / 編曲：鈴木Daichi秀行 / 歌：桂木綾音（菊池志穂）
3. 広瀬のぞみ monologue [0:49]
4. ブランコのうた [4:34]
作詞：田口俊 / 作曲：森下勉 / 編曲：上杉洋史 / 歌：広瀬のぞみ（藤野かほる）
5. みさき monologue [0:34]
6. 告白 [4:00]
作詞：田口俊 / 作曲：森下勉 / 編曲：上杉洋史 / 歌：みさき（西村ちなみ）・広瀬のぞみ（藤野かほる）
ドラマCD『トゥルー・ラブストーリー 〜Remember My Heart〜 ショートエピソード Vol.2』にも収録
7. 後藤育美 monologue [0:29]
8. 明日からまた始めよう [4:38]
作詞：田口俊 / 作曲：坂下正俊 / 編曲：上杉洋史 / 歌：後藤育美（豊嶋真千子）
9. 天野みどり monologue [0:23]
10. 未来の恋人 [4:53]
作詞：田口俊 / 作曲：坂下正俊 / 編曲：棚橋UNA信仁 / 歌：天野みどり（池澤春菜）・大須賀亨（石川英郎）
ドラマCD『トゥルー・ラブストーリー 〜Remember My Heart〜 ショートエピソード Vol.1』にも収録
11. 水谷由梨香 monologue [0:36]
12. 悲しきマーメイド [4:55]
作詞：田口俊 / 作曲：坂下正俊 / 編曲：塩崎裕己 / 歌：水谷由梨香（吉田愛理）
13. みさき monologue 2 [0:46]
14. いつの日か、また逢いましょう [4:43]
作詞：田口俊 / 作曲：坂下正俊 / 編曲：橋本由香利 / 歌：みさき（西村ちなみ）
15. 天野みどり monologue 2 [1:00]
16. Good-bye July ～約束の場所～ [4:55]
作詞：田口俊 / 作曲：山口由子 / 編曲：上杉洋史 / 歌：天野みどり（池澤春菜）
ドラマCD『トゥルー・ラブストーリー 〜Remember My Heart〜 ショートエピソード Vol.3』にも収録

## トゥルー・ラブストーリー ボーカルコレクションVol.3 みさきの部屋
1998年9月23日発売。品番：WDCD-24127。

### 概要
- 先行して展開されたドラマCDシリーズ『トゥルー・ラブストーリー みさきの部屋へおいでよ』からの3曲を含めた全6曲を収録。
- 本作の収録曲はすべて、みさき（西村ちなみ）がボーカルの楽曲であり（他キャラクターとのデュエットを含む）、各楽曲の前に挿入されるモノローグもみさきが担当している。
- ジャケットのロゴは『TLSR』のものをベースとしているが、「〜Remember My Heart〜」の文字が削除されている。

### 収録曲
1. みさき monologue [0:04]
2. おはよう! [4:19]
作詞：田口俊 / 作曲：森下勉 / 編曲：上杉洋史 / 歌：みさき（西村ちなみ）
3. みさき monologue 2 [0:25]
4. 恋のキャッチボール [4:13]
作詞：田口俊 / 作曲：森下勉 / 編曲：上杉洋史 / 歌：みさき（西村ちなみ）・天野みどり（池澤春菜）
ドラマCD『トゥルー・ラブストーリー みさきの部屋へおいでよ Vol.3』にも収録（オリジナルバージョン、カラオケバージョン）
5. みさき monologue 3 [0:28]
6. ランチタイムラヴァー [4:55]
作詞：田口俊 / 作曲：森下勉 / 編曲：上杉洋史 / 歌：みさき（西村ちなみ）
7. みさき monologue 4 [0:23]
8. ベストをつくせば [4:06]
作詞：田口俊 / 作曲：坂下正俊 / 編曲：上杉洋史 / 歌：みさき（西村ちなみ）・後藤育美（豊嶋真千子）
ドラマCD『トゥルー・ラブストーリー みさきの部屋へおいでよ Vol.2』にも収録（オリジナルバージョン、カラオケバージョン）
9. みさき monologue 5 [0:34]
10. 夢への歴史 [4:07]
作詞：田口俊 / 作曲：森下勉 / 編曲：上杉洋史 / 歌：みさき（西村ちなみ）・桂木綾音（菊池志穂）
ドラマCD『トゥルー・ラブストーリー みさきの部屋へおいでよ Vol.1』にも収録（オリジナルバージョン、カラオケバージョン）
11. みさき monologue 6 [0:34]
12. おやすみ... [4:52]
作詞：田口俊 / 作曲：森下勉 / 編曲：上杉洋史 / 歌：みさき（西村ちなみ）